# Flerkärnmodellen

Flerkärnsmodell.

Flerkärnmodellen är en urbansociologisk stadsplaneringsmodell baserad på idén om att en stad består av olika stadskärnor. Modellen skapades av Chauncy D. Harris och Edward L. Ullman, 1945.
I motsats till föregångarna cirkelmodellen och sektorsmodellen utgår Harris och Ullman från att en stad, när den växer, också får flera kärnor. Burgess och Hoyt definierar stadens mitt som den enda kärnan i stad, medan flerkärnmodellen tar upp flera kärnor som köpcentra, kulturcentra eller parker. De olika stadskärnorna utmärker sig genom sina olika användningsområden och varierar i storlek och betydelse.